# Empis metapleuralis
Empis metapleuralis är en tvåvingeart som beskrevs av Mario Bezzi 1909. Empis metapleuralis ingår i släktet Empis och familjen dansflugor. Inga underarter finns listade i Catalogue of Life.